# Luptele de pe Olt (1916)
Luptele de pe Olt a fost o acțiune militară de nivel tactic, desfășurată pe Frontul Român, în timpul campaniei din anul 1916 a participării României la Primul Război Mondial. Ea s-a desfășurat în perioada 2/15 septembrie 1916  și a avut ca rezultat forțarea râului Olt de către trupele române, la Feldioara , în ea fiind angajate forțe române din Divizia 3 Infanterie
Divizia 6 Infanterie
Divizia 22 Infanterie română și forțe ale Puterilor Centrale din Divizia 71 Infanterie austro-ungară. A făcut parte din acțiunile militare care au avut loc în operația ofensivă în Transilvania.:p. 250

## Comandanți

### Comandanți români
- General Marin Niculescu
- General Nicolae Arghirescu
- General Aristide Razu

### Comandanți ai Puterilor Centrale
- General Anton Goldbach von Sulitaborn